# Филота (сатрап)
Фило́та (др.-греч. Φιλώτας) — таксиарх армии Александра Македонского, сатрап Киликии.
О жизни Филоты известно немногое. Он участвовал в походах Александра Македонского и руководил одним из таксисов фаланги. Впоследствии Александр назначил его сатрапом важной приморской области. На этой должности Филота продержался несколько лет и был смещён регентом Македонской империи Пердиккой уже после смерти Александра.

## Биография
Первое упоминание Филоты связано с походом Александра против фракийских племён в 335 году до н. э. Согласно Арриану, Александр отправил военную добычу в приморские города, поручив распорядиться ею Лисанию и Филоте.
Во время походов Александра в Азию Филота руководил одним из полков фаланги македонской армии. В Согдиане таксис Филоты под командованием Птолемея участвовал в марше к лагерю Спитамена и пленении Бесса. Также Филота упомянут при описании кампании 327 года до н. э. против аспасиев, где его полк находился в составе части македонской армии под командованием Птолемея.
В 323 году до н. э. после смерти Александра Филота по условиям Вавилонского раздела стал сатрапом Киликии. В античных источниках не сообщается, получил ли Филота сатрапию во время Вавилонского раздела, либо его статус был только подтверждён при распределении провинций империи. По всей видимости, Александр назначил Филоту сатрапом Киликии после смерти предыдущего правителя области Балакра, который погиб во время войны с восставшими либо непокорёнными исаврами. Возможно, Филота отправился во вверенную ему провинцию в конце лета—начале осени 324 года до н. э. вместе с Кратером, который по приказу Александру возвращался в Македонию с войском из десяти тысяч ветеранов. Возможно, что задержка Кратера в Киликии была связана с приказом Александра по пути покорить Исаврию, который так и не был исполнен.
По всей видимости, на момент смерти Александра Филота находился в Вавилоне. Во всяком случае он упомянут в качестве одного из отравителей Александра в псевдоисторическом античном романе «История Александра Великого», который приписывали Каллисфену. Нахождение сатрапа Киликии в Вавилоне легко объяснить визитом руководителя важной области в столицу к царю. Руководство Киликией, гипотетическое участие в пирах Александра свидетельствует о большом влиянии Филоты при царском дворе.
В 321 году до н. э. регент Македонской империи Пердикка во время Первой войны диадохов сместил Филоту с должности сатрапа Киликии, а его преемником назначил Филоксена. По всей видимости Пердикка заподозрил Филоту в связях со своими врагами Антипатром и Кратером. После гибели Пердикки и поражения его партии Филота ожидал, что ему вернут в управление прежнюю сатрапию. Однако при новом разделе империи в Трипарадисе в 321/320 году до н. э. Антипатр предпочёл оставить провинцию Филоксену. Историки делают несколько предположений относительно такого решения. Возможно, в это время Филота перешёл на службу к Антигону и Антипатр не хотел усиливать своего потенциального оппонента. Также не исключено, что Филоксен обеспечил себе управление провинцией вовремя перейдя на сторону Антипатра во время первой войны диадохов. Возможно, Антипатр решил, как и в случае с Менандром, что раз Филота не смог удержать провинцию, то он и не заслуживает восстановления в должности.
Последнее упоминание Филоты в античных источниках связано с выполнением поручения Антигона около 318 года до н. э. Филота во главе отряда из тридцати македонян привёз послание к аргираспидам с призывом предать Эвмена. По утверждению Диодора, командир аргираспидов Антиген, как человек «большой проницательности и верности», не только отверг предложение взятки, но и убедил Тевтама, который был готов перейти на сторону Антигона, оставаться верным Эвмену. Миссия Филоты оказалось провальной и он ни с чем был вынужден вернуться обратно к Антигону. Согласно предположению Р. Биллоуза, Антиген мог не только предотвратить переход на сторону Антигона Тевтама с войском аргираспидов, но и убить посла Филоту. Тот же автор указывает, что впоследствии Антиген был казнён Антигоном с особой жестокостью, а именно сожжён заживо. Такой способ казни мог быть обусловлен местью со стороны Антигона за жизнь своего посла и друга Филоты.
Имя Филота было распространено в Древней Македонии. Историк Г. Берве считал, что в данном речь идёт не об одном человеке, а о четырёх разных людях — интенданте одного из городов, которому поручили военную добычу захваченную во время похода против фракийских племён; таксиархе времён походов Александра в Азию; сатрапе Киликии и слуге Антигона.